# Pebre de Caiena

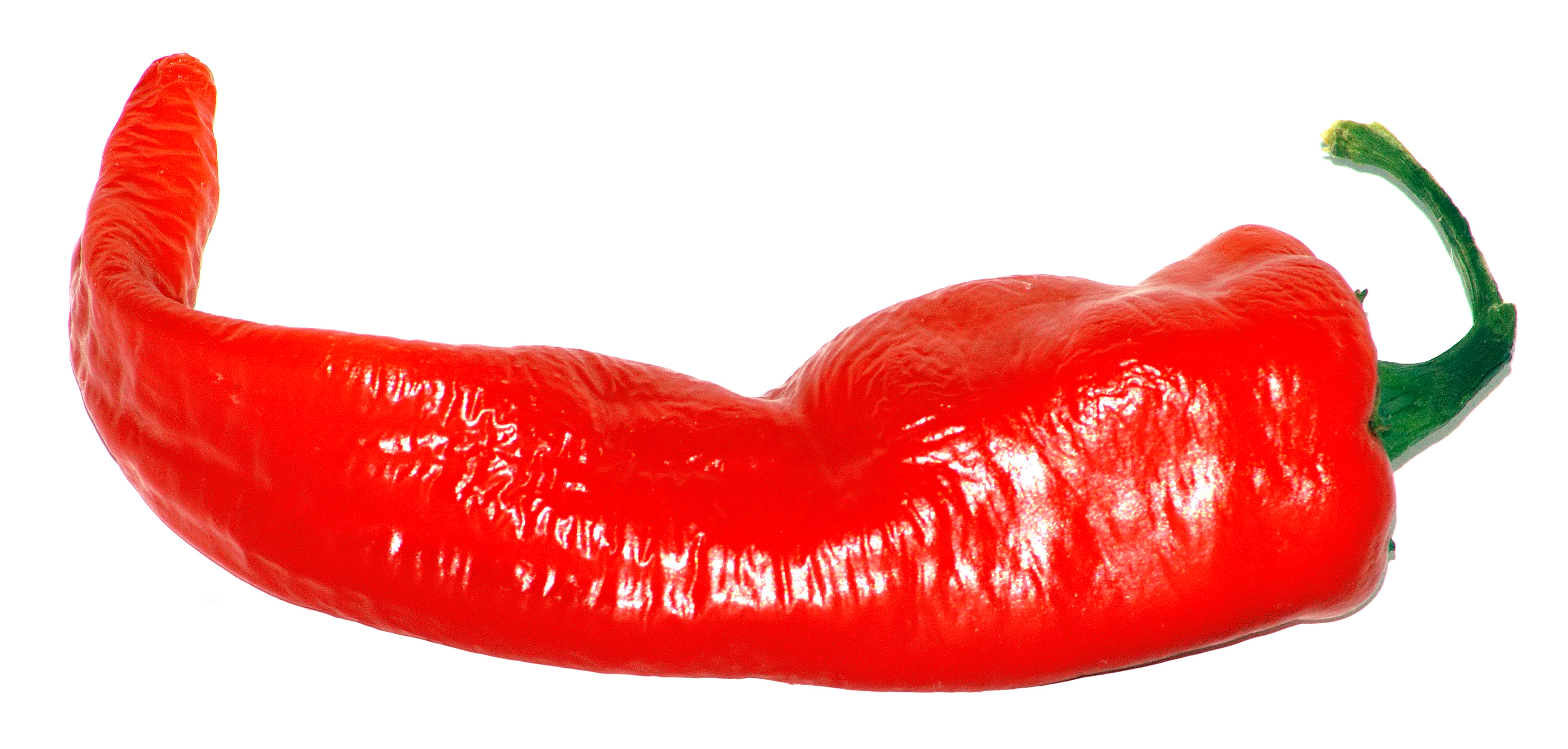
Pebrot de Caiena, fruit de la pebrotera de Caiena (Capsicum annuum), del qual es fa el pebre de Caiena.

El pebrot de Caiena o pebre de Caiena és un pebrot picant que prové de la pebrotera de Caiena, un cultiu de l'espècie Capsicum annuum. El terme «pebre de Caiena» també es refereix a un condiment picant en forma de pólvores obtingudes per la trituració dels fruits dessecats de la planta de l'espècie. És un pebre de color vermell i molt coent emprat en medicina, i en gastronomia per condimentar plats.

## Usos medicinals
El fruit de l'espècie Capsicum annum ha estat utilitzat en medicina durant segles i, recentment, s'ha demostrat científicament que estimula la producció d'endorfines al cos humà.
Tradicionalment s'ha emprat per als següents problemes de salut: mal d'estómac i flatulència, mala circulació de la sang, dolors reumàtics i artrítics i mal de coll o de gola.

## Components actius[calcitació]
El pebrot de Caiena conté un alcaloide conegut com a capsaïcina, el qual, a banda d'oferir la sensació de coentor o picantor, alleuja temporalment el dolor en el cas de patir de reumatisme o artritis. El seu procés és el següent: la capsaïcina, fregada sobre la pell, estimula els receptors de calor i dolor de l'epidermis, provocant així una irrigació sanguínia més intensa. En resposta a la irritació, el cervell segrega endorfines, les quals provoquen una sensació de benestar i satisfacció.
Així mateix, la capsaïcina és un agent antibiòtic bastant efectiu. Els aliments preparats amb pebrot o pebre de Caiena es conserven millor i és una de les raons per les quals aquesta espècia és popular a les regions tropicals. La cuina asiàtica (en especial la indonèsia, la tailandesa i la hindú) va adoptar el pebre de Caiena després de la seva introducció pels europeus.
A més, s'ha demostrat que la capsaïcina redueix la viscositat de les plaquetes, estimula la secreció de saliva, afavorint la digestió, i és un poderós antioxidant.
Encara que les dosis contingudes de capsaïcina en el pebre de Caiena no comporten riscos, pot provocar irritació, inflamació i lesions per cremada si és aplicada en excés. En casos extrems, els símptomes poden incloure convulsions i rampes musculars. Aquestes concentracions s'utilitzen en els esprais de pebre emprats com a arma d'autodefensa o arma policial antiavalots.